# Валделарко
Валделарко (на испански: Valdelarco) е населено място и община в Испания. Намира се в провинция Уелва, в състава на автономната област Андалусия. Общината влиза в състава на района (комарка) Сиера де Уелва. Заема площ от 15 km². Населението му е 254 души (по преброяване от 2010 г.). Разстоянието до административния център на провинцията е 125 km.

## Демография
| 1996 | 1998 | 1999 | 2000 | 2001 | 2002 | 2003 | 2004 | 2005 | 2006 |
| ---- | ---- | ---- | ---- | ---- | ---- | ---- | ---- | ---- | ---- |
| 283  | 279  | 273  | 275  | 268  | 265  | 256  | 250  | 241  |      |